# Robert Alazraki
Robert Alazraki (* 6. September 1944 in Casablanca, Marokko) ist ein französischer Kameramann.

## Leben
Geboren in Nordafrika, ging er 1965 nach Grenoble und gründete dort den „Ciné-Club Jean Vigo“. Von dort zog er weiter nach Avignon und Aix-en-Provence. Danach besuchte er in London das Royal College of Art, wo erste Arbeiten als Kameramann entstanden. Wieder zurück in Frankreich, ging er nach Paris und arbeitet dort fünf Jahre als Kameraassistent. 1975 drehte er seinen ersten Langfilm als Chefkameramann, es folgten mehr als 70 weitere Produktionen. Kay Weniger nennt stille, poetische Filme als seine Karriere begleitend und Alazraki einen „sensiblen Beobachter mit einem Faible für mediterrane Lichtgebung mit entglamourisierten, fast spröden Bildern“.
Alazraki ist Vizepräsident der „Association française des directeurs de la photographie cinématographique“ A.F.C. Seinem Geburtsland bleibt Alazraki durch die Mitwirkung bei Filmfestivals wie dem Festival International du Cinéma Méditerranéen de Tétouan verbunden.

## Filmografie (Auswahl)
- 1973: Juliette? (Kurzfilm)
- 1975: La fille du garde-barrière
- 1979: Kleine Fluchten (Les petites fugues)
- 1980: Ein Blatt Liebe (Un page d’amour)
- 1981: Heirate mich nicht, Chérie (L’année prochaine … si tout va bien)
- 1982: Da graust sich ja der Weihnachtsmann (Le Père Noël est une ordure)
- 1983: Papy fait de la Résistance
- 1986: Ehrbare Ganoven (Conseil de famille)
- 1988: Chocolat – Verbotene Sehnsucht (Chocolat)
- 1990: Das Schloss meiner Mutter (Le château de ma mère)
- 1990: Der Ruhm meines Vaters (La gloire de mon père)
- 1991: Die Dame, die im Meer spazierte (La vieille qui marchait dans la mer)
- 1991: Im Schatten der Golanhöhen (Pour Sacha)
- 1992: Die Krise (La crise)
- 1992: Ein Affenzirkus (Le bal des casse-pieds)
- 1995: Sag Ja! (Dis-moi oui)
- 1996: Ein Sommer in La Goulette (Un été à La Goulette)
- 1996: Der grüne Planet – Besuch aus dem All (La belle verte)
- 1997: 9½ Wochen in Paris (Love in Paris: Another 9 1/2 Weeks)
- 1997: Lügen haben kurze Röcke (La vérité si je mens!)
- 1999: Le fils du Français
- 2000: The Closer you get
- 2005: Kilomètre zéro (Kilomètre zéro)
- 2006: Forever – Der Friedhof Père Lachaise (Forever)
- 2006: Tödlicher Kompromiss (René Bousquet ou Le grand arrangement)
- 2008: Cliente
- 2012: Arrête de pleurer Pénélope
- 2013: Hôtel Normandy
- 2012: La vérité si je mens! 3
- 2013: La rupture
- 2015: Un + une